# Grim Scary Tales
Grim Scary Tales è un album in studio del gruppo musicale grindcore Macabre, pubblicato nel 2011 dalla Hammerheart Records.

## Tracce
1. Locusta – 2:57
2. Nero's Inferno – 2:43
3. The Black Knight – 4:05
4. Dracula – 5:10
5. The Big Bad Wolf – 4:06
6. Countess Bathory (cover dei Venom) – 3:26
7. Burke and Hare – 4:17
8. Mary Ann – 3:27
9. The Bloody Benders – 2:46
10. Lizzy Borden – 1:33
11. The Ripper Tramp from France – 3:38
12. Bella the Butcher – 3:00
13. The Kiss of Death – 3:24
14. The Sweet Tender Meat Vendor – 5:04

## Formazione
- Nefarious - voce, basso
- Corporate Death - voce, chitarra
- Dennis the Menace - batteria